# Eurábie

Podíl muslimské populace v Evropě (2010):
< 1% (Polsko, Arménie, Bělorusko, Česko, Estonsko, Finsko, Maďarsko, Island, Irsko, Lotyšsko, Litva, Malta, Moldavsko, Monako, Portugalsko, Rumunsko, San Marino, Slovensko, Ukrajina)
1%–2% (Andorra, Chorvatsko)
2%–4% (Itálie, Lucembursko, Norsko, Srbsko, Slovinsko, Španělsko)
4%–5% (Dánsko, Řecko, Lichtenštejnsko, Spojené království)
5%–10% (Rakousko, Belgie, Francie, Německo, Nizozemsko, Švédsko, Švýcarsko)
10%–20% (Bulharsko, Gruzie, Černá Hora, Rusko)
20%–30% (Kypr)
30%–40% (Severní Makedonie)
40%–50% (Bosna a Hercegovina)
80%–90% (Albánie)
90%–95% (Kosovo)
> 95% (Turecko, Ázerbájdžán)

Eurabia, nebo česky Eurábie, je složenina související s arabizací a islamizací Evropy („evropská Arábie“). Tento sociálně-politický neologismus je používán v některých politických diskuzích a publicistice. Objevuje se také v projevech odpůrců islámu a islamofobie, ty jej spojují s různými konspiracemi.
Představy o Euarábii vychází z předpokladu, že díky vyššímu přistěhovalectví a přírůstku muslimů se islám v Evropě stane za několik málo generací hlavním náboženstvím.
Termín byl propagován např. autorkou Gisele Littmanovou, která pod pseudonymem Bat Ye'or popsala v knize EURAB: The Euro-Arab Axis (2005) budoucí spojení mezi Evropou a arabským světem. Dle ní se v současnosti rodí nová eurabská civilizace, která definitivně vymaže tu evropskou.
V českém prostředí nese tento název webový portál, zabývající se publikací převzatých citovaných zpráv na téma islámu v Evropě. Někdy bývá označován za štvavý a bojující proti muslimům i jejich domnělým příznivcům, podle Respektu jsou na něm publikovány nenávistné texty a s dalšími weby kolem Parlamentních listů jej pojí radikálně pravicový a nacionalistický pohled na svět. Podle Františka Kostlána ze sdružení Romea.cz spravuje tyto weby „ultrakonzervativní až extremistická“ skupina a jde jim o to, aby skupina „kolem akce D.O.S.T., Petra Hájka a Ladislava Jakla z Pražského hradu, Vlastenecké fronty, časopisu Národní myšlenka apod. získala na společenské prestiži“. Dle vlastních slov se zaměřuje především na islám coby politickou ideologii.[zdroj⁠?!] Web je provozován – stejně jako Protiproud, EUportal, EUserver, Eportal a Freeglobe – na subdoméně Parlamentních listů, jejichž provozovatelem je společnost s ručením omezeným OUR MEDIA.